# Quercus dalechampii
Quercus dalechampii es una especie de roble de la familia Fagaceae. Está clasificada en la Sección Quercus, que son los robles blancos de Europa, Asia y América del Norte. Tienen los estilos cortos; las bellotas maduran en 6 meses y tienen un sabor dulce y ligeramente amargo, el interior de la bellota tiene pelo. Las hojas carecen de una mayoría de cerdas en sus lóbulos, que suelen ser redondeados. 

## Descripción
Es un árbol que puede alcanzar una altura considerable y se caracteriza por una corteza con las costillas muy gruesas y prominentes, y de bellotas cubiertas hasta 2/3 de una cúpula semiesférica con borde liso y sedoso.
Los brotes terminales menudo con estípulas persistentes.
Es similar a Quercus petraea, pero tiene las hojas más delgadas, oblongo-lanceoladas, irregularmente lobuladas, glabras en la superficie superior, pubescentes en la parte inferior , apoyadas por un largo pecíolo de 1,5-3 cm.
La taza de la bellota tiene forma de diamante, verrugosa, ligeramente peluda, con escamas grises.

## Distribución y hábitat
La especie es endémica en el sur de Italia, de Salento a Calabria y Sicilia, donde se encuentra en los bosques caducifolios mixtos de los cerros, desde el nivel del mar hasta los 1000 metros. También está presente como espontánea en algunas zonas del norte por la suavidad del clima, como las Colinas Euganeas y las zonas cercanas a los grandes lagos alpinos. 

## Taxonomía
Quercus dalechampii fue descrita por Michele Tenore y publicado en Index Sem. (Napoli) 1830: 15. 1830.
Etimología
Quercus: nombre genérico del latín que designaba igualmente al roble y a la encina.
dalechampii: epíteto otorgado en honor del botánico Jacques Daléchamps.
Sinonimia
- Quercus aurea Wierzb. ex Rchb.
- Quercus aurea (Wierzb. ex Rochel) Kotschy
- Quercus × kanitziana f. apatini Erdesi
- Quercus lanuginosa subsp. dalechampii (Ten.) A.Camus
- Quercus robur var. aurea Wierzb. ex Rochel
- Quercus robur var. cuneata A.DC.
- Quercus robur var. dalechampii (Ten.) Fiori & Paol.
- Quercus sessiliflora var. aurea (Wierzb. ex Rochel) A.DC.
- Quercus sessiliflora var. macroloba Borbás
- Quercus sessilis f. aurea (Wierzb. ex Rochel) Schur
- Quercus sessilis var. aurea (Wierzb. ex Rochel) Schur
- Quercus sessilis var. macroloba (Borbás) Balat.
- Quercus toza var. aurea (Wierzb. ex Rochel) Nyman	[5][6]